# Cordillera La Viuda
Die Cordillera La Viuda ist ein Gebirgszug in der peruanischen Westkordillere der Anden in Südamerika.

## Lage
Die Cordillera La Viuda befindet sich etwa 100 km nordöstlich von Lima an der Grenze der Regionen Lima und Junín. Der zum Teil vergletscherte Gebirgszug liegt zwischen den Breitengraden 11°03'S und 11°35'S und verläuft in NNW-SSO-Richtung über eine Strecke von etwa 70 km. Höchste Erhebung ist der Rajuntay mit 5412 m. Der Gebirgszug wird im Westen von den Flüssen Río Chancay, Río Chillón und Río Rímac zum Pazifischen Ozean hin entwässert. Die Ostflanke des Gebirges wird über den Río Mantaro entwässert. Im Süden findet der Gebirgszug seine Fortsetzung in der Cordillera Central.

## Berge und Gipfel
Im Folgenden eine Liste von Bergen und Gipfeln in der Cordillera La Viuda:
| Name (hispanisiert) | Name (Quechua) | Höhe in m |                          | Distrikte                                             |
| ------------------- | -------------- | --------- | ------------------------ | ----------------------------------------------------- |
| Rajuntay            | Rahuntay       | 5412      | -11.54245 -76.24656 5412 | Marcapomacocha                                        |
| La Corte            | La Corte       | 5362      | -11.49928 -76.41177 5362 | Huanza, Huaros                                        |
| Alcay               | Allqay         | 5359      | -11.296667 -76.475 5359  | Atavillos Alto, Santa Bárbara de Carhuacayán          |
| Pucacocha           | Pukaqucha      | 5140      | -11.5572 -76.22642 5140  | Chicla, Marcapomacocha                                |
| Puagjanca           | Puwaqhanka     | 5100      | -11.1683 -76.5128 5100   | Santa Bárbara de Carhuacayán, Santa Cruz de Andamarca |
| Mishipañahui        | Mishipañahuin  | 5208      | -11.35817 -76.32019 5208 | Marcapomacocha                                        |
| Callas              | Qallas         | 5200      | -11.49097 -76.25255 5200 | Marcapomacocha                                        |
| Chonta              | Chunta         | 5200      | -11.49657 -76.37727 5200 | Huanza, Huaros, Marcapomacocha                        |
| La Viuda            | Jitpa          | 5200      | -11.37592 -76.41675 5200 | Huaros, Marcapomacocha                                |
| Lashual             | Llaslla        | 5200      | -11.46674 -76.34116 5200 | Huaros, Marcapomacocha                                |
| Cashpe              | Kashpi         | 5200      | -11.515 -76.361667 5200  | Huaros, Marcapomacocha                                |
| Vicuñita            | Wik'uñita      | 5200      | -11.51556 -76.2397 5200  | Marcapomacocha                                        |
| Uco                 | Uqhu           | 5100      | -11.5225 -76.246389 5100 | Marcapomacocha                                        |